# San Antonio de Padua en Vía Tuscolana (título cardenalicio)
San Antonio de Padua en Vía Tuscolana es un título cardenalicio de la Iglesia Católica. Fue instituido por el papa Pablo VI en 1973 con la constitución apostólica Purpuratis Patribus. Se encuentra en la iglesia de San Antonio de Padua y Aníbal María de Francia ubicada en el quartier de Tuscolano.

## Titulares
- Paulo Evaristo Arns, O.F.M. (5 de marzo de 1973 - 14 de diciembre de 2016)
- Jean Zerbo, (28 de junio de 2017)